# ثربان (مركز)
ثربان: إحدى مراكز محافظة المجاردة. تقع في غرب المحافظة على مسافة 20 كيلو متراً ويقطنها 6214 نسمة.

## التسمية
ثَرْبان - بفتح الثاء المثلثة وإسكان الراء وفتح الباء فألف فنون - مثنى ثرب وهي حِجارة كحجارة الحرّة إِلا أَنها بِيضٌ .وسميت على اسم الجبل الواقعة حوله وفيه وسبب تسمية الجبل بثربان يقال انه بسبب وجود حصن باليمن بذلك الاسم والقبائل اليمنية كانت تسمي الاماكن التي هاجروا لها بعد سيل العرم بأسماء اماكنهم القديمة في اليمن كما هو الحال مع عمان وانه اسم من اسماء اودية اليمن

## أقوال المؤرخين
- قال الهمداني (المتوفى 334 هـ): «  بلاد بارق من غور السراة وهي بقرة والملصة ويسران وذات أعشار وثربان جبل لهم من ناحية ذات أعشار وأعلى قنونى.[2]» – صفة جزيرة العرب
- قال الزمخشري (المتوفى 538 هـ): « ثربان وادٍ به مياه كثيرة فيما بين ملل والسيالة على المحجة.» – الجبال والأمكنة والمياه
- قال سليمان شفيق باشا (1912م): «...وادي خاط ويلتقي به وادي شري والمرحلة الواقعة عند ملتقى الواديين هى المرحلة الأولى، وبعدها مرحلة أخرى في تهامة عند وادي يبا بعد اجتياز جبل ثربان الذي يبلغ ارتفاعه ألفي متر. وليس على هذا الطريق قرى، وإنما يصادف الإنسان في الطريق قبائل بدوية تسكن الخيام.[3] »
- قال حمد الجاسر (1981م):

"ثَرْبَانُ: من بني شِهْرِ تهامة من بني شِهْرِ من الحَجْرومنهم:
١ - آل قُريْع
٢ - مَشْيَعَة: " مَشْجَعَة "
ومنازلهم على جبل ثَرْيان، ويحدهم غرباً: خميس حَرْب وجمعة ربيعة من بلاد زُبَيْد، وشمالاً: جبال ثميدات من بلاد بالقرن في تهامة وشرقاً وجنوباً وادي يَبَةَ."
- قال فؤاد حمزة (المتوفى (1951):[5]

ثربان وهم بدو رحل مازالوا على الفطرة يسكنون المغاور والكهوف.
7- سوق اترب (الجمعة).
جاء عنها في معجم الجزيرة العربية (1970)م: 